# Мышцы головы человека

Ниже представлен список мышц головы (лат. musculi capitis, mm. capitis), которые являются частью мышечной системы человека. Мышцы объединены в список, согласно международному стандарту Terminologia Anatomica (TA), который был разработан Федеративным комитетом по анатомической терминологии (FCAT) и Международной федерацией ассоциации анатомов (IFAA), а их классификация произведена на основе русскоязычной литературы. В свою очередь, мышцы головы делятся на мимические (мышцы лица) и жевательные мышцы.

## Мимические мышцы
Мимические мышцы, или мышцы лица (лат. mm. faciei) развиваются из второй жаберной дуги. От других скелетных мышц они отличаются рядом особенностей своего строения. Мимические мышцы не имеют двойного прикрепления к костям — они начинаются от костей лицевого черепа и прикрепляются двумя или одним концом к коже или слизистым оболочкам, благодаря чему при их сокращении меняется мимика (рельеф кожи). Мимические мышцы являются сравнительно тонкими, лишены фасций и располагаются в слое жировой клетчатки непосредственно под кожей. Ещё одной особенностью мимических мышц является то, что, прикрепляясь к кожному покрову, они своими отдельными пучками соединяются друг с другом. Единичное сокращение мимических мышц наблюдается редко, обычно происходит сокращение целой группы мышц, но при этом лишь одна из мышц является определяющей. От комбинаций данных сокращений зависит разнообразие мимики. Изменяя форму отверстий и передвигая кожу с образованием складок, мимические мышцы придают лицу определённое выражение, соответствующее тому или иному переживанию. Кроме основной функции — выражать эмоции — мимические мышцы также принимают участие в речи, жевании. Для удобства описания мимические мышцы в соответствии с тремя отделами лица часто разделяют на три группы: верхнюю (мышцы, занимающие верхнюю часть лица и располагающиеся в области глазницы и лба), среднюю (расположены между глазницами и ртом) и нижнюю (мышцы, группирующиеся вокруг рта и подбородка). В соответствии с расположением выделяют следующие группы мышц:
1. Мышцы свода черепа;
2. Мышцы окружности ушной раковины;
3. Мышцы окружности глаза;
4. Мышцы окружности рта и щеки;
5. Мышцы окружности ноздрей.

| Изображение                                                                                | Название (части, брюшки)                                                                    | Название (части, брюшки)                                                                        | Название (части, брюшки) | Прикрепление | Прикрепление | Кровоснабжение | Иннервация                                                                                               | Функция | Примечания                       |
| Изображение                                                                                | Название (части, брюшки)                                                                    | Название (части, брюшки)                                                                        | Название (части, брюшки) | Начало | Конец | Кровоснабжение | Иннервация                                                                                               | Функция | Примечания                       |
| ------------------------------------------------------------------------------------------ | ------------------------------------------------------------------------------------------- | ----------------------------------------------------------------------------------------------- | --- | --- | --- | --- | --- | --- | -------------------------------- |
| Мышцы свода черепа                                                                         |                                                                                             |                                                                                                 | | | | | | |                                  |
|                                                                                            | Надчерепная мышца (лат. m. epicranius)                                                      | Затылочно-лобная мышца (лат. m. occipitofrontalis)                                              | Затылочное брюшко (лат. venter occipitalis)                                                                                  | Латеральная часть верхней выйной линии затылочной кости (лат. pars lateralis linea nuchae superior ossis temporalis) и сосцевидный отросток височной кости (лат. processus mastoideus ossis temporalis) | Сухожильный шлем, или надчерепной апоневроз (лат. galea aponeurotica, seu aponeurosis epicranialis) | Затылочная, задняя ушная артерии (лат. aa. occipitalis, auricularis posterior)                                                                      | Задний ушной нерв лицевого нерва (лат. n. auricularis posterior nervi facialis)                          | Тянет кожу головы назад | FMA: 9624 TA: A04.1.03.002 Gray  |
| Лобное брюшко (лат. venter frontalis)                                                      | Надчерепная мышца (лат. m. epicranius)                                                      | Затылочно-лобная мышца (лат. m. occipitofrontalis)                                              | Кожа бровей на уровне надбровных дуг (лат. arcus superciliaris)                                                              | Поверхностная височная, надглазничная, слёзная артерии (лат. aa. temporalis superficialis, supraorbitalis, lacrimalis)                                                                                  | Сухожильный шлем, или надчерепной апоневроз (лат. galea aponeurotica, seu aponeurosis epicranialis) | Височные ветви лицевого нерва (лат. rr. temporales nervi facialis)                                                                                  | Поднимает брови и кожу над корнем носа, либо тянет кожу головы вперед, образуя на лбу поперечные складки | | FMA: 9624 TA: A04.1.03.002 Gray  |
| Височно-теменная мышца (лат. m. temporoparietalis)                                         | Височно-теменная мышца (лат. m. temporoparietalis)                                          | Внутренняя сторона хряща ушной раковины (лат. pinna) между передней и верхней ушными мышцами    | Поверхностная височная и задняя ушная артерии (лат. aa. temporalis superficialis, auricularis posterior)                     | Смещает ушную раковину вперёд и кверху | Сухожильный шлем, или надчерепной апоневроз (лат. galea aponeurotica, seu aponeurosis epicranialis) | Височные ветви лицевого нерва (лат. rr. temporales nervi facialis)                                                                                  | | | FMA: 9624 TA: A04.1.03.002 Gray  |
| Мышцы окружности глаза                                                                     |                                                                                             |                                                                                                 | | | | | | |                                  |
|                                                                                            | Круговая мышца глаза (лат. m. orbicularis oculi)                                            | Глазничная часть (лат. pars orbitalis)                                                          | Глазничная часть (лат. pars orbitalis)                                                                                       | Носовая часть лобной кости (лат. pars nasalis ossis frontalis), лобный отросток верхней челюсти (лат. processus frontalis maxillae), медиальная связка века (лат. lig. palpebrale mediale)              | Окружая глазницу, возвращается на место; вплетается в лобное брюшко затылочно-лобной мышцы (лат. venter frontalis musculi occipitofrontalis) и в мышцу, сморщивающую бровь (лат. m. corrugator supercilii) | Лицевая, поверхностная височная, надглазничная, подглазничная артерии (лат. aa. facialis, temporalis superficialis, infraorbitalis, supraorbitalis) | Височные и скуловые ветви лицевого нерва (лат. rr. temporales et zygomatici nervi facialis)              | Закрывает глазную щель, образует складки в окружности глазницы, разглаживает складки в области кожи лба                                                                                   | FMA: 46779 TA: A04.1.03.013 Gray |
| Вековая часть (лат. pars palpebralis)                                                      | Круговая мышца глаза (лат. m. orbicularis oculi)                                            | Верхняя часть (лат. pars superior)                                                              | Верхний край медиальной связки века (лат. lig. palpebrale mediale)                                                           | Латеральная связка века (лат. lig. palpebrale laterale) | Смыкает веки | Лицевая, поверхностная височная, надглазничная, подглазничная артерии (лат. aa. facialis, temporalis superficialis, infraorbitalis, supraorbitalis) | Височные и скуловые ветви лицевого нерва (лат. rr. temporales et zygomatici nervi facialis)              | | FMA: 46779 TA: A04.1.03.013 Gray |
| Вековая часть (лат. pars palpebralis)                                                      | Круговая мышца глаза (лат. m. orbicularis oculi)                                            | Нижняя часть (лат. pars inferior)                                                               | Нижний край медиальной связки века (лат. lig. palpebrale mediale)                                                            | Латеральная связка века (лат. lig. palpebrale laterale) | Смыкает веки | Лицевая, поверхностная височная, надглазничная, подглазничная артерии (лат. aa. facialis, temporalis superficialis, infraorbitalis, supraorbitalis) | Височные и скуловые ветви лицевого нерва (лат. rr. temporales et zygomatici nervi facialis)              | | FMA: 46779 TA: A04.1.03.013 Gray |
| Слёзная часть (лат. pars lacrimalis), или глубокая часть (лат. pars profunda)              | Слёзная часть (лат. pars lacrimalis), или глубокая часть (лат. pars profunda)               | Задний гребень слёзной кости (лат. crista lacrimalis posterior)                                 | Слёзный мешок (лат. saccus lacrimalis), вековая часть круговой мышцы глаза (лат. pars palpebralis musculi orbicularis oculi) | Расширяет слёзный мешок, способствует поступлению в него слёзной жидкости | | Лицевая, поверхностная височная, надглазничная, подглазничная артерии (лат. aa. facialis, temporalis superficialis, infraorbitalis, supraorbitalis) | Височные и скуловые ветви лицевого нерва (лат. rr. temporales et zygomatici nervi facialis)              | | FMA: 46779 TA: A04.1.03.013 Gray |
|                                                                                            | Мышца, сморщивающая бровь (лат. m. corrugator supercilii)                                   | Мышца, сморщивающая бровь (лат. m. corrugator supercilii)                                       | Мышца, сморщивающая бровь (лат. m. corrugator supercilii)                                                                    | Медиальная часть надбровной дуги (лат. arcus superciliaris) | Кожа бровей | Лобная, надглазничная, височная артерии (лат. aa. frontalis, supraorbitalis, temporalis superficialis)                                              | Височные ветви лицевого нерва (лат. rr. temporales nervi facialis)                                       | Сближает брови, вызывает образование вертикальных складок в межбровном промежутке | FMA: 46841 TA: A04.1.03.018 Gray |
|                                                                                            | Мышца гордецов (лат. m. procerus)                                                           | Мышца гордецов (лат. m. procerus)                                                               | Мышца гордецов (лат. m. procerus)                                                                                            | Медиальный отдел носовой кости (лат. os nasale) или апоневроз носовой мышцы (лат. aponeurosis musculi nasalis)                                                                                          | Кожа надпереносья (лат. glabella) между бровями | Угловая, надглазничная артерии (лат. aa. angularis, supraorbitalis)                                                                                 | Щёчные ветви лицевого нерва (лат. rr. buccales nervi facialis)                                           | Опускает кожу надпереносья книзу, образует поперечные складки в области корня носа | FMA: 46769 TA: A04.1.03.008 Gray |
| нет доступной иллюстрации                                                                  | Мышца, опускающая бровь (лат. m. depressor supercilii)                                      | Мышца, опускающая бровь (лат. m. depressor supercilii)                                          | Мышца, опускающая бровь (лат. m. depressor supercilii)                                                                       | Верхняя треть боковой части носовой кости (лат. os nasale) | Медиальная область кожи над бровями | Угловая, надглазничная артерии (лат. aa. angularis, supraorbitalis)                                                                                 | Височные и скуловые ветви лицевого нерва (лат. rr. temporales et zygomatici nervi facialis)              | Опускает бровь книзу и несколько кнутри, образует поперечные складки в области корня носа                                                                                                 | FMA: 46798 TA: A04.1.03.019      |
| Мышцы окружности ушной раковины                                                            |                                                                                             |                                                                                                 | | | | | | |                                  |
|                                                                                            | Передняя ушная мышца (лат. m. auricularis anterior)                                         | Передняя ушная мышца (лат. m. auricularis anterior)                                             | Передняя ушная мышца (лат. m. auricularis anterior)                                                                          | Височная фасция (лат. fascia temporalis) и cухожильный шлем, или надчерепной апоневроз (лат. galea aponeurotica, seu aponeurosis epicranialis)                                                          | Кожа ушной раковины выше козелка (лат. tragus) | Поверхностная височная артерия (лат. a. temporalis superficialis)                                                                                   | Височные ветви лицевого нерва (лат. rr. temporales nervi facialis)                                       | Смещает ушную раковину вперёд и кверху | FMA: 46856 TA: A04.1.03.020      |
|                                                                                            | Верхняя ушная мышца (лат. m. auricularis superior)                                          | Верхняя ушная мышца (лат. m. auricularis superior)                                              | Верхняя ушная мышца (лат. m. auricularis superior)                                                                           | Сухожильный шлем, или надчерепной апоневроз (лат. galea aponeurotica, seu aponeurosis epicranialis), над ушной раковиной                                                                                | Кожа ушной раковины (лат. pinna) | Поверхностная височная и задняя ушная артерии (лат. aa. temporalis superficialis, auricularis posterior)                                            | Задний ушной нерв лицевого нерва (лат. n. auricularis posterior nervi facialis)                          | Смещает ушную раковину кверху, натягивает сухожильный шлем | FMA: 46855 TA: A04.1.03.021      |
|                                                                                            | Задняя ушная мышца (лат. m. auricularis posterior)                                          | Задняя ушная мышца (лат. m. auricularis posterior)                                              | Задняя ушная мышца (лат. m. auricularis posterior)                                                                           | Выйная фасция (лат. fascia nuchae), сосцевидный отросток височной кости (лат. processus mastoideus ossis temporalis)                                                                                    | Кожа ушной раковины (лат. pinna) | Задняя ушная артерия (лат. a. auricularis posterior)                                                                                                | Задний ушной нерв лицевого нерва (лат. n. auricularis posterior nervi facialis)                          | Смещает ушную раковину назад и вверх | FMA: 46857 TA: A04.1.03.022      |
| Мышцы окружности носа                                                                      |                                                                                             |                                                                                                 | | | | | | |                                  |
|                                                                                            | Носовая мышца (лат. m. nasalis)                                                             | Поперечная часть (лат. pars transversa), или мышца, сжимающая ноздрю (лат. m. compressor naris) | Поперечная часть (лат. pars transversa), или мышца, сжимающая ноздрю (лат. m. compressor naris)                              | Альвеолярное возвышение верхнего медиального резца верхней челюсти (лат. jugi alveolaria maxillae) | Соединяется с противоположной мышцей выше носа | Верхняя губная и угловая артерии (лат. aa. labialis superior, angularis)                                                                            | Щёчные ветви лицевого нерва (лат. rr. buccales nervi facialis)                                           | Сжимает хрящевой отдел, суживая отверстие носа | FMA: 46770 TA: A04.1.03.009 Gray |
| Крыльная часть (лат. pars alaris), или мышца, расширяющая ноздрю (лат. m. dilatator naris) | Крыльная часть (лат. pars alaris), или мышца, расширяющая ноздрю (лат. m. dilatator naris)  | Большой хрящ крыла носа (лат. cartilago alaris major), кожа крыльев носа вокруг ноздрей         | Опускает крыло носа, суживая ноздри                                                                                          | Альвеолярное возвышение верхнего медиального резца верхней челюсти (лат. jugi alveolaria maxillae) | | Верхняя губная и угловая артерии (лат. aa. labialis superior, angularis)                                                                            | Щёчные ветви лицевого нерва (лат. rr. buccales nervi facialis)                                           | | FMA: 46770 TA: A04.1.03.009 Gray |
|                                                                                            | Мышца, опускающая перегородку носа (лат. m. depressor septi nasi)                           | Мышца, опускающая перегородку носа (лат. m. depressor septi nasi)                               | Мышца, опускающая перегородку носа (лат. m. depressor septi nasi)                                                            | Альвеолярное возвышение верхнего медиального и латерального резцов (лат. jugi alveolaria maxillae) | Нижняя часть хрящевой части носовой перегородки (лат. cartilago septi nasi) | Верхняя губная артерия (лат. a. labialis superior)                                                                                                  | Щёчные ветви лицевого нерва (лат. rr. buccales nervi facialis)                                           | Тянет перегородку и кончик носа вниз, вместе с крыльной частью носовой мышцы расширяет ноздри перед вдохом                                                                                | FMA: 46777 TA: A04.1.03.012 Gray |
| Мышцы окружности рта и щеки                                                                |                                                                                             |                                                                                                 | | | | | | |                                  |
|                                                                                            | Круговая мышца рта (лат. m. orbicularis oris)                                               | Круговая мышца рта (лат. m. orbicularis oris)                                                   | Губная часть (лат. pars labialis)                                                                                            | Залегает в толще губ и плотно сращена с кожей | Залегает в толще губ и плотно сращена с кожей | Верхняя и нижняя губные, подбородочная артерии (лат. aa. labiales superior et inferior, mentalis)                                                   | Щёчные ветви лицевого нерва (лат. rr. buccales nervi facialis)                                           | Суживает ротовую щель и вытягивает губы вперёд | FMA: 46841 TA: A04.1.03.023 Gray |
| Краевая часть (лат. pars marginalis)                                                       | Круговая мышца рта (лат. m. orbicularis oris)                                               | Круговая мышца рта (лат. m. orbicularis oris)                                                   | Окаймляет область рта, переходя в прилежащие мышцы                                                                           | Окаймляет область рта, переходя в прилежащие мышцы | | Верхняя и нижняя губные, подбородочная артерии (лат. aa. labiales superior et inferior, mentalis)                                                   | Щёчные ветви лицевого нерва (лат. rr. buccales nervi facialis)                                           | Суживает ротовую щель и вытягивает губы вперёд | FMA: 46841 TA: A04.1.03.023 Gray |
|                                                                                            | Большая скуловая мышца (лат. m. zygomaticus major)                                          | Большая скуловая мышца (лат. m. zygomaticus major)                                              | Большая скуловая мышца (лат. m. zygomaticus major)                                                                           | Латеральная поверхность скуловой кости, спереди от скуловисочного шва (лат. sutura zygomaticotemporalis)                                                                                                | Вплетается в круговую мышцу рта (лат. m. orbicularis oris) | Подглазничная и щёчная артерии (лат. aa. infraorbitalis, buccalis)                                                                                  | Щёчные и скуловые ветви лицевого нерва (лат. rr. buccales et zygomatici nervi facialis)                  | Тянет угол рта вверх и кнаружи (латерально) | FMA: 46810 TA: A04.1.03.029 Gray |
|                                                                                            | Малая скуловая мышца (лат. m. zygomaticus minor)                                            | Малая скуловая мышца (лат. m. zygomaticus minor)                                                | Малая скуловая мышца (лат. m. zygomaticus minor)                                                                             | Глазничная поверхность скуловой кости, позади от скуловисочного шва (лат. sutura zygomaticotemporalis)                                                                                                  | Входит в верхнюю губу и переплетается там с другими мышцами, кожа угла рта (лат. commissura labiorum), слизистая оболочка щеки                                                                             | Подглазничная и щёчная артерии (лат. aa. infraorbitalis, buccalis)                                                                                  | Щёчные и скуловые ветви лицевого нерва (лат. rr. buccales et zygomatici nervi facialis)                  | Тянет угол рта вверх и кнаружи (латерально) | FMA: 46811 TA: A04.1.03.030 Gray |
|                                                                                            | Мышца, поднимающая верхнюю губу (лат. m. levator labii superioris)                          | Мышца, поднимающая верхнюю губу (лат. m. levator labii superioris)                              | Мышца, поднимающая верхнюю губу (лат. m. levator labii superioris)                                                           | Подглазничный край (лат. margo infraorbitalis) выше подглазничного отверстия (лат. foramen infraorbitale)                                                                                               | Вплетается в круговую мышцу рта (лат. m. orbicularis oris), кожа носогубной борозды (лат. philtrum) | Подглазничная, верхняя губная и щёчная артерии (лат. aa. infraorbitalis, labialis superior, buccalis)                                               | Щёчные ветви лицевого нерва (лат. rr. buccales nervi facialis)                                           | Поднимает верхнюю губу, изменяет глубину носогубной борозды | FMA: 46805 TA: A04.1.03.031 Gray |
|                                                                                            | Мышца, поднимающая верхнюю губу и крыло носа (лат. m. levator labii superioris aleque nasi) | Мышца, поднимающая верхнюю губу и крыло носа (лат. m. levator labii superioris aleque nasi)     | Мышца, поднимающая верхнюю губу и крыло носа (лат. m. levator labii superioris aleque nasi)                                  | Верхняя часть лобного отростка верхней челюсти (лат. processus frontalis maxillae), медиальнее входа в глазницу                                                                                         | Медиальный пучок — большой хрящ крыла носа (лат. cartilago alaris major) и кожа над ним, латеральный пучок — кожа носогубной борозды (лат. philtrum)                                                       | Подглазничная, верхняя губная и щёчная артерии (лат. aa. infraorbitalis, labialis superior, buccalis)                                               | Щёчные ветви лицевого нерва (лат. rr. buccales nervi facialis)                                           | Поднимает верхнюю губу и подтягивает крыло носа, помогает крыльной части носовой мышцы расширять ноздрю                                                                                   | FMA: 46802 TA: A04.1.03.032 Gray |
|                                                                                            | Мышца, поднимающая угол рта (лат. m. levator anguli oris)                                   | Мышца, поднимающая угол рта (лат. m. levator anguli oris)                                       | Мышца, поднимающая угол рта (лат. m. levator anguli oris)                                                                    | Ниже подглазничного отверстия (лат. foramen infraorbitale) от клыковой ямки (лат. fossa canina) | Кожа и слизистая оболочка верхней губы, вплетается в круговую мышцу рта (лат. m. orbicularis oris) | Подглазничная и щёчная артерии (лат. aa. infraorbitalis, buccalis)                                                                                  | Щёчные ветви лицевого нерва (лат. rr. buccales nervi facialis)                                           | Тянет угол рта вверх и кнаружи (латерально), углубляет носогубную борозду | FMA: 46822 TA: A04.1.03.034 Gray |
|                                                                                            | Мышца смеха (лат. m. risorius)                                                              | Мышца смеха (лат. m. risorius)                                                                  | Мышца смеха (лат. m. risorius)                                                                                               | Скуловая дуга (лат. arcus zygomaticus), околоушная и жевательная фасции (лат. fascia parotideomasseterica)                                                                                              | Кожа угла рта (лат. commissura labiorum), может иметь промежуточное крепление к коже щеки | Лицевая, поперечная лицевая и щёчная артерии (лат. aa. facialis, transvera faciei, buccalis)                                                        | Щёчные ветви лицевого нерва (лат. rr. buccales nervi facialis)                                           | Тянет угол рта кнаружи (латерально) | FMA: 46838 TA: A04.1.03.028 Gray |
|                                                                                            | Мышца, опускающая угол рта (лат. m. depressor anguli oris)                                  | Мышца, опускающая угол рта (лат. m. depressor anguli oris)                                      | Мышца, опускающая угол рта (лат. m. depressor anguli oris)                                                                   | Передняя поверхность нижней челюсти в области подбородочного бугорка (лат. protuberantia mentalis) и косой линии (лат. linea oblique), ниже подбородочного отверстия (лат. foramen mentale)             | Кожа угла рта, вплетается в толщу верхней губы и мышцы, поднимающей угол рта (лат. m. levator anguli oris)                                                                                                 | Нижняя губная, подбородочная и подподбородочная артерии (лат. aa. labialis inferior, mentalis, submentalis)                                         | Нижнечелюстная ветвь лицевого нерва (лат. ramus marginalis mandibularis nervi facialis)                  | Тянет угол рта вниз и кнаружи (латерально) | FMA: 46828 TA: A04.1.03.026 Gray |
|                                                                                            | Мышца, опускающая нижнюю губу (лат. m. depressor labii inferioris)                          | Мышца, опускающая нижнюю губу (лат. m. depressor labii inferioris)                              | Мышца, опускающая нижнюю губу (лат. m. depressor labii inferioris)                                                           | Передняя поверхность нижней челюсти в области косой линии (лат. linea oblique), между нижнечелюстным симфизом (лат. symphysis mandibulae) и подбородочным отверстием (лат. foramen mentale)             | Кожа и слизистая оболочка нижней губы, вплетается в мышцу, поднимающую верхнюю губу (лат. m. levator labii superioris)                                                                                     | Нижняя губная и подбородочная артерии (лат. aa. labialis inferior, mentalis)                                                                        | Нижнечелюстная ветвь лицевого нерва (лат. ramus marginalis mandibularis nervi facialis)                  | Тянет кожу подбородка кверху, тянет нижнюю губу вниз и несколько латерально | FMA: 46816 TA: A04.1.03.033 Gray |
|                                                                                            | Подбородочная мышца (лат. m. mentalis)                                                      | Подбородочная мышца (лат. m. mentalis)                                                          | Подбородочная мышца (лат. m. mentalis)                                                                                       | Альвеолярные возвышения в области резцов и клыков нижней челюсти (лат. jugi alveolaria mandibulae) | Кожа подбородка | Нижняя губная и подбородочная артерии (лат. aa. labialis inferior, mentalis)                                                                        | Нижнечелюстная ветвь лицевого нерва (лат. ramus marginalis mandibularis nervi facialis)                  | Поднимает или выдвигает вперёд нижнюю губу, тянет кожу подбородка вверх, сморщивая её | FMA: 46825 TA: A04.1.03.037 Gray |
|                                                                                            | Поперечная мышца подбородка (лат. m. transversus menti)                                     | Поперечная мышца подбородка (лат. m. transversus menti)                                         | Поперечная мышца подбородка (лат. m. transversus menti)                                                                      | Часто является продолжением мышцы, опускающей угол рта, соединяет точки начала этих мышц | Часто является продолжением мышцы, опускающей угол рта, соединяет точки начала этих мышц | Нижняя губная и подбородочная артерии (лат. aa. labialis inferior, mentalis)                                                                        | Нижнечелюстная ветвь лицевого нерва (лат. ramus marginalis mandibularis nervi facialis)                  | Принимает участие в опускании угла рта | FMA: 49080 TA: A04.1.03.027 Gray |
|                                                                                            | Щёчная мышца (лат. m. buccinator), или «мышца трубачей»                                     | Щёчная мышца (лат. m. buccinator), или «мышца трубачей»                                         | Щёчная мышца (лат. m. buccinator), или «мышца трубачей»                                                                      | Щёчный гребень нижней челюсти (лат. crista buccinatoria mandibulae), крылонижнечелюстной шов (лат. raphe pterygomandibulare), наружная поверхности верхней и нижней челюсти в области альвеол моляров   | Слизистая оболочка и кожа угла рта (лат. commissura labiorum), верхней и нижней губ, вплетается в круговую мышцу рта (лат. m. orbicularis oris)                                                            | Щёчная артерия (лат. a. buccinator) | Щёчные ветви лицевого нерва (лат. rr. buccales nervi facialis)                                           | Оттягивает угол рта в сторону, при двустороннем сокращении — растягивает ротовую щель, прижимает внутреннюю поверхность щёк к зубам, предохраняет слизистую оболочку щеки от прикусывания | FMA: 46834 TA: A04.1.03.036 Gray |

## Жевательные мышцы
Жевательные мышцы (лат. mm. masticatorii) развиваются из мезодермы первой жаберной дуги, связаны друг с другом морфологически (прикрепляются к нижней челюсти) и функционально (совершают жевательные движения нижней челюсти). Жевательные мышцы, в отличие от мимических, покрыты плотными фасциями, имеют двустороннее крепление к костям и выполняют следующие функции: закрывание рта, движение нижней челюсти вперёд, назад и в стороны, артикуляция. Некоторые авторы разделяют жевательные мышцы на основные (жевательная, височная, медиальная и латеральная крыловидные мышцы) и вспомогательные (мышцы шеи).
| Изображение                            | Название (части, головки)                                      | Название (части, головки) | Прикрепление | Прикрепление | Кровоснабжение                                                                            | Иннервация                                                                         | Функция | Примечания                       |
| Изображение                            | Название (части, головки)                                      | Название (части, головки) | Начало | Конец | Кровоснабжение                                                                            | Иннервация                                                                         | Функция | Примечания                       |
| -------------------------------------- | -------------------------------------------------------------- | --- | --- | --- | ----------------------------------------------------------------------------------------- | ---------------------------------------------------------------------------------- | --- | -------------------------------- |
|                                        | Жевательная мышца (лат. m. masseter)                           | Поверхностная часть (лат. pars superficialis) | Верхнечелюстной отросток (лат. processus maxillaris) скуловой кости, передние две трети наружной поверхности скуловой дуги (лат. arcus zygomaticus)                                                                | Жевательная бугристость (лат. tuberositas masseterica) в области угла нижней челюсти (лат. angulus mandibulae)                                                                        | Жевательная и поперечная лицевая артерии (лат. aa. masseterica, transversa faciei)        | Жевательный нерв от тройничного нерва (лат. n. massetericus)                       | Поднимает нижнюю челюсть, поверхностная часть мышцы участвует в выдвижении челюсти вперёд                                                           | FMA: 48996 TA: A04.1.03.002 Gray |
| Глубокая часть (лат. pars profunda)    | Жевательная мышца (лат. m. masseter)                           | Внутренняя поверхность скуловой дуги (лат. arcus zygomaticus) | Верхняя часть латеральной поверхности ветви нижней челюсти (лат. ramus mandibulae) и венечный отросток (лат. processus coronoideus)                                                                                | | Жевательная и поперечная лицевая артерии (лат. aa. masseterica, transversa faciei)        | Жевательный нерв от тройничного нерва (лат. n. massetericus)                       | Поднимает нижнюю челюсть, поверхностная часть мышцы участвует в выдвижении челюсти вперёд                                                           | FMA: 48996 TA: A04.1.03.002 Gray |
|                                        | Височная мышца (лат. m. temporalis)                            | Височная мышца (лат. m. temporalis) | Поверхность височной ямки (лат. fossa temporalis), височная линия на лобной кости (лат. linea temporalis), большое крыло (лат. ala major) клиновидной кости и чешуйчатая часть (лат. pars squamosa) височной кости | Венечный отросток (лат. processus coronoideus) и передний край ветви нижней челюсти (лат. ramus mandibulae), суставной диск (лат. discus articularis) височно-нижнечелюстного сустава | Глубокая и поверхностная височные артерии (лат. aa. temporales profunda et superficialis) | Глубокие височные нервы от тройничного нерва (лат. nn. temporalis profundi)        | При сокращении всех пучков — поднимает нижнюю челюсть, при сокращении задних пучков — тянет назад нижнюю челюсть                                    | FMA: 49006 TA: A04.1.03.005 Gray |
|                                        | Латеральная крыловидная мышца (лат. m. pterygoideus lateralis) | Верхняя головка (лат. caput superius) | Подвисочная поверхность и подвисочный гребень большого крыла клиновидной кости (лат. facies infratemporalis et crista infratemporalis alae majoris ossis sphenoidalis)                                             | Медиальная поверхность суставной капсулы височно-нижнечелюстного сустава и суставной диск (лат. discus articularis)                                                                   | Нижняя луночковая и лицевая артерии (лат. aa. alveolares inferiores, facialis)            | Латеральный крыловидный нерв от тройничного нерва (лат. n. pterygoideus lateralis) | При одностороннем сокращении — смещает нижнюю челюсть в противоположную сторону, при двустороннем сокращении — выдвигает нижнюю челюсть вперёд      | FMA: 49015 TA: A04.1.03.006 Gray |
| Нижняя головка (лат. caput inferius)   | Латеральная крыловидная мышца (лат. m. pterygoideus lateralis) | Наружная поверхность латеральной пластинки крыловидного отростка клиновидной кости (лат. facies externa laminae lateralis processus pterygoideus ossis sphenoidalis)   | Крыловидная ямка нижней челюсти (лат. fovea pterygoidea mandibulae) | | Нижняя луночковая и лицевая артерии (лат. aa. alveolares inferiores, facialis)            | Латеральный крыловидный нерв от тройничного нерва (лат. n. pterygoideus lateralis) | При одностороннем сокращении — смещает нижнюю челюсть в противоположную сторону, при двустороннем сокращении — выдвигает нижнюю челюсть вперёд      | FMA: 49015 TA: A04.1.03.006 Gray |
|                                        | Медиальная крыловидная мышца (лат. m. pterygoideus medialis)   | Поверхностная головка (лат. caput superficialis) | Бугор верхней челюсти (лат. tuber maxillae) и пирамидальный отросток нёбной кости (лат. processus pyramidalis ossis palatini)                                                                                      | Крыловидная бугристость нижней челюсти (лат. tuberosita pterygoidea mandibulae) | Верхняя луночковая и лицевая артерии (лат. aa. alveolares superiores, facialis)           | Медиальный крыловидный нерв от тройничного нерва (лат. n. pterygoideus medialis)   | При одностороннем сокращении — смещает нижнюю челюсть в противоположную сторону, при двустороннем сокращении — выдвигает и поднимает нижнюю челюсть | FMA: 49011 TA: A04.1.03.009 Gray |
| Глубокая головка (лат. caput profunda) | Медиальная крыловидная мышца (лат. m. pterygoideus medialis)   | Внутренняя поверхность латеральной пластинки крыловидного отростка клиновидной кости (лат. facies interna laminae lateralis processus pterygoideus ossis sphenoidalis) | | Крыловидная бугристость нижней челюсти (лат. tuberosita pterygoidea mandibulae) | Верхняя луночковая и лицевая артерии (лат. aa. alveolares superiores, facialis)           | Медиальный крыловидный нерв от тройничного нерва (лат. n. pterygoideus medialis)   | При одностороннем сокращении — смещает нижнюю челюсть в противоположную сторону, при двустороннем сокращении — выдвигает и поднимает нижнюю челюсть | FMA: 49011 TA: A04.1.03.009 Gray |

## Комментарии
1. ↑  Обуховой Л. А. данная мышца относится к мышцам окружности носа, а не к мышцам окружности глаза (Обухова, 2012, с. 10).
2. ↑  Эти мышцы имеют рудиментарное строение и практически не функционируют, однако при звуковых стимулах в них регистрируется электрическая активность (Обухова, 2012, с. 13; Гайворонский, Ничипорук, 2005, с. 36).
3. ↑  Данная мышца у некоторых людей может отсутствовать и является продолжением пучков подкожной мышцы шеи (лат. platysma) (Привес, Лысенков, Бушкович, 2006, с. 220; Обухова, 2012, с. 12; Синельников, 2009, с. 241).
4. ↑  У некоторых людей, вследствие прикрепления мышцы к коже щеки, при её сокращении образуется небольшая ямочка сбоку от угла рта (Привес, Лысенков, Бушкович, 2006, с. 220; Обухова, 2012, с. 12).
5. ↑  Данная мышца у некоторых людей может отсутствовать, часто является продолжением мышцы, опускающей угол рта (лат. m. depressor anguli oris) (Синельников, 2009, с. 241).